# Lysandra nicaeensis
Lysandra nicaeensis är en fjärilsart som beskrevs av Félix Dujardin 1947. Lysandra nicaeensis ingår i släktet Lysandra och familjen juvelvingar. Inga underarter finns listade i Catalogue of Life.